# Araeognatha externa
Araeognatha externa är en fjärilsart som beskrevs av John Henry Leech 1900. Araeognatha externa ingår i släktet Araeognatha och familjen nattflyn. Inga underarter finns listade i Catalogue of Life.